# Dwayaangam quadridens
Dwayaangam quadridens är en svampart som först beskrevs av Drechsler, och fick sitt nu gällande namn av Chirayathumadom Venkatachalier Subramanian 1978. Dwayaangam quadridens ingår i släktet Dwayaangam och familjen vaxskålar.   Inga underarter finns listade i Catalogue of Life.